# Pseudomegalophallus atherinopsidis
Pseudomegalophallus atherinopsidis är en plattmaskart. Pseudomegalophallus atherinopsidis ingår i släktet Pseudomegalophallus och familjen Microphallidae. Inga underarter finns listade i Catalogue of Life.